# America's Next Top Model (seconda edizione)
La seconda edizione di America's Next Top Model è andata in onda dal 13 gennaio al 23 marzo 2004, sotto la conduzione di Tyra Banks, in veste anche di giudice; questa edizione è stata l'unica ad avere 12 concorrenti e la destinazione internazionale è stata Milano, Italia. Da questa stagione entra a far parte della giuria anche il fotografo Nigel Barker.

È una delle poche edizioni nelle quali non viene messo in onda l'episodio dei casting.
La vincitrice, la ventitreenne Yoanna House da Jacksonville, Florida, ha portato a casa un contratto con la IMG Models, un servizio fotografico per la rivista Jane e un contratto di rappresentanza con l'azienda di cosmetici Sephora.

## Concorrenti
| Concorrente            | Età1 | Residenza                 | Altezza | Posizione                  |
| ---------------------- | ---- | ------------------------- | ------- | -------------------------- |
| Anna Bradfield         | 24   | LaGrange, Georgia         | 173 cm  | Eliminata nell'episodio 1  |
| Bethany Harrison       | 22   | Houston, Texas            | 173 cm  | Eliminata nell'episodio 2  |
| Heather Blumberg       | 18   | Moreno Valley, California | 178 cm  | Eliminata nell'episodio 3  |
| Jenascia Chakos        | 21   | Burien, Washington        | 170 cm  | Eliminata nell'episodio 4  |
| Xiomara Frans          | 25   | Morganville, New Jersey   | 180 cm  | Eliminata nell'episodio 5  |
| Catie Anderson         | 18   | Willmar, Minnesota        | 178 cm  | Eliminata nell'episodio 6  |
| Sara Racey-Tabrizi     | 22   | Seattle, Washington       | 175 cm  | Eliminata nell'episodio 7  |
| Camille McDonald       | 25   | Mamaroneck, New York      | 177 cm  | Eliminata nell'episodio 8  |
| April Wilkner          | 23   | Miami Beach, Florida      | 175 cm  | Eliminata nell'episodio 10 |
| Shandi Sullivan        | 21   | Kansas City, Missouri     | 178 cm  | Eliminata nell'episodio 11 |
| Mercedes Scelba-Shorte | 21   | Valencia, California      | 173 cm  | Seconda classificata       |
| Yoanna House           | 23   | Jacksonville, Florida     | 180 cm  | Vincitrice                 |

 1 L'età delle concorrenti si riferisce all'anno della messa in onda del programma

## Makeover
Nell'episodio 3 le concorrenti sono state sottoposte al "makeover"
- Yoanna: Mohawk moderno
- Jenascia: Taglio che soddisfa le sue dimensioni
- Sara: Taglio lungo e mosso
- Camille: Trecce slegate e taglio liscio
- Heather: Capelli più biondi
- April: Capelli più corti ed extension
- Xiomara: Extension ondulate
- Mercedes: Extension Ricciole
- Shandi:  Capelli tinti di biondo platino
- Catie: Taglio di capelli corto in stile Twiggy negli anni Sessanta.

## Ordine di eliminazione
| Ordine | Episodi  | Episodi  | Episodi  | Episodi  | Episodi  | Episodi  | Episodi  | Episodi  | Episodi  | Episodi  | Episodi  |  |
| Ordine | 1        | 2        | 3        | 4        | 5        | 6        | 7        | 8        | 10       | 11       | 11       |  |
| ------ | -------- | -------- | -------- | -------- | -------- | -------- | -------- | -------- | -------- | -------- | -------- |  |
| 1      | Camille  | Catie    | Shandi   | Mercedes | Sara     | April    | Shandi   | Shandi   | Yoanna   | Mercedes | Yoanna   |  |
| 2      | Shandi   | Yoanna   | April    | Xiomara  | Mercedes | Yoanna   | Mercedes | Yoanna   | Shandi   | Yoanna   | Mercedes |  |
| 3      | April    | Camille  | Yoanna   | Shandi   | April    | Mercedes | Camille  | April    | Mercedes | Shandi   |          |  |
| 4      | Mercedes | April    | Mercedes | Yoanna   | Yoanna   | Shandi   | April    | Mercedes | April    |          |          |  |
| 5      | Catie    | Mercedes | Sara     | Sara     | Catie    | Sara     | Yoanna   | Camille  |          |          |          |  |
| 6      | Sara     | Sara     | Camille  | April    | Shandi   | Camille  | Sara     |          |          |          |          |  |
| 7      | Heather  | Xiomara  | Jenascia | Camille  | Camille  | Catie    |          |          |          |          |          |  |
| 8      | Yoanna   | Heather  | Catie    | Catie    | Xiomara  |          |          |          |          |          |          |  |
| 9      | Bethany  | Jenascia | Xiomara  | Jenascia |          |          |          |          |          |          |          |  |
| 10     | Xiomara  | Shandi   | Heather  |          |          |          |          |          |          |          |          |  |
| 11     | Jenascia | Bethany  |          |          |          |          |          |          |          |          |          |  |
| 12     | Anna     |          |          |          |          |          |          |          |          |          |          |  |

- Nell'episodio 1 Anna si rifiuta di posare per il servizio.
- L'episodio 9 è il riepilogo dei precedenti.

     La concorrente è stata eliminata
     La concorrente ha vinto il concorso

## Servizi fotografici
- Episodio 1: Body painting per diverse Eva nel Giardino dell'Eden.
- Episodio 2: Scarpe Steve Madden.
- Episodio 3: Sospese al di sopra di un cratere per Laundry By Shelli Segal.
- Episodio 4: Impersonando celebrità iconiche.
- Episodio 5: Ninfe estinte sott'acqua.
- Episodio 6: Foto in bianco e nero.
- Episodio 7: Video musicale Shake Your Body con Tyra Banks.
- Episodio 8: Occhiali da sole Solstice nell'Arena di Verona.
- Episodio 10: Scatti di nudo in coppia.
- Episodio 11: Servizio per Sephora.